# Pazuzu
Pazuzu (također i Fazuzu ili Pazuza) je kralj demona vjetrova i sin boga tj. božanstva Hanbi iz akadske mezopotamske mitologije (Asiraca i Babilonaca). Kroz kipove je predstavljen kao kombinacija ljudskih i životinjskih dijelova. Ovo drevno božanstvo poslužilo je kao inspiracija za istoimenog fiktivnog lika i glavnog antagonista iz serijala horor filmova i romana „Egzorcist”.